# Ammoides
Ammoides är ett släkte i familjen flockblommiga växter.
Släktet innefattar två arter, Ammoides atlantica och Ammoides pusilla, och förekommer runt Medelhavet.